# Clubiona vacuna
Clubiona vacuna är en spindelart som beskrevs av Ludwig Carl Christian Koch 1873. Clubiona vacuna ingår i släktet Clubiona och familjen säckspindlar. Inga underarter finns listade i Catalogue of Life.